# Oak Lawn
Oak Lawn is een plaats (village) in de Amerikaanse staat Illinois, en valt bestuurlijk gezien onder Cook County.

## Demografie
Bij de volkstelling in 2000 werd het aantal inwoners vastgesteld op 55.245. In 2006 is het aantal inwoners door het United States Census Bureau geschat op 53.777, een daling van 1468 (-2,7%).

## Geografie
Volgens het United States Census Bureau beslaat de plaats een oppervlakte van 22,3 km², geheel bestaande uit land.

## Geboren in Oak Lawn
- Dan Donegan (1968), gitarist
- Kendall Coyne (1992), ijshockeyster

## Plaatsen in de nabije omgeving
De onderstaande figuur toont nabijgelegen plaatsen in een straal van 8 km rond Oak Lawn.